# Сат-тракт
Сат-тракт је српски телекомуникациони оператор са седиштем у Бачкој Тополи.